# Prionotoleberis gyion
Prionotoleberis gyion är en kräftdjursart som beskrevs av Louis S. Kornicker 1974. Prionotoleberis gyion ingår i släktet Prionotoleberis och familjen Cylindroleberididae. Inga underarter finns listade i Catalogue of Life.